# حركة التوحيد والإصلاح
حركة التوحيد والإصلاح هي حركة دعوية وتربوية وفكرية وثقافية إسلامية وسياسية مغربية، عملها تجديدي بغية المساهمة في إقامة الدين وإصلاح المجتمع حسب المفهوم الإسلامي الوسطي. كانت حاضرة بنشاطها في المجتمع المدني منذ أواسط السبعينات، وأخذت أشكالا متعددة من المؤسسات الجمعوية إلى أن أخذت شكلها الحالي باسم «حركة التوحيد والإصلاح» بتاريخ 15 ربيع الثاني 1417 هـ ل/ 31 أغسطس 1996 بعد الوحدة الاندماجية بين كل من حركة الإصلاح والتجديد ورابطة المستقبل الإسلامي المغربيتين. شعارها الآية إن أريد إلا الإصلاح ما استطعت وما توفيقي إلا بالله (هود/88)، وتلخص الحركة أهدافها في: 
| حركة التوحيد والإصلاح | الإسهام في إقامة الدين وتجديد فهمه والعمل به، على مستوى الفرد والأسرة والمجتمع والدولة والأمة وبناء نهضة إسلامية رائدة وحضارة إنسانية راشدة، من خلال حركة دعوية تربوية، وإصلاحية معتدلة، وشورية ديمقراطية، تعمل وفق الكتاب والسنة، وتعتمد أساسا على إعداد الإنسان وتأهيله، ليكون صالحا مصلحا في في محيطه وبيئته، كما تلتزم منهج التدرج والحكمة والموعظة الحسنة، والتدافع السلمي، والمشاركة الإيجابية والتعاون على الخير مع غيرها من الأفراد والهيئات. | حركة التوحيد والإصلاح |

## تاريخ
حركة التوحيد والإصلاح بمشروعها الدعوي والتربوي والفكري والثقافي كانت حاضرة في كيان المجتمع المغربي، وتتقاسم معه اهتماماته منذ أواسط السبعينات، وأخذت أشكالا متعددة من المؤسسات الجمعوية إلى أن أخذت شكلها الحالي باسم «حركة التوحيد والإصلاح» بتاريخ 15 ربيع الثاني 1417 هـ الموافق لـ 31 أغسطس 1996 بعد الوحدة الاندماجية بين كل من حركة الإصلاح والتجديد ورابطة المستقبل الإسلامي المغربيتين.
في يوليو 2010 أعادت حركة التوحيد والإصلاح انتخاب المهندس محمد الحمداوي رئيسا لها في ختام أعمال مؤتمرها العام الوطني الرابع، الذي عقد في الرباط.
في غشت 2014 انتخبت حركة التوحيد والإصلاح المهندس عبد الرحيم شيخي في ختام مؤتمرها الوطني الخامس.

## هيئات
تقوم تجربة الحركة في تنظيم مؤسستها على سعي مستمر لترسيخ قيم الشورى والمسؤولية والحرية من جهة، والاستفادة المتفاعلة من الخبرات الحديثة في مجال التنظيم والإدارة والتخطيط من جهة أخرى، بما يضمن انتخاب المسؤولين وتكوين الهيئات وتحديد مهامها واختصاصاتها، ومتابعة عملها ومراقبته وفق قواعد الشورى والمرونة والوضوح، كما يحقق شروط الصياغة السليمة للقرارات والتنزيل المحكم لها.
وقد عرفت تجربة الحركة في مجال بلورة تصوراتها التنظيمية وبناء مؤسساتها وأجهزتها تحولات كبرى انتقلت أثناءها من مراحل متعددة، لتصل إلى اعتماد منهج التنظيم الرسالي المفتوح على المجتمع، وقدمت بذلك نموذجا في القيادة الجماعية والتداول على المسؤولية والانفتاح على المحيط.
ولقد شكل الحرص على الالتزام بمبادئ الأخوة والثقة والفعالية الذاتية والمبادرة المسؤولة والمحاسبة الشفافة عناصر أساسية في جعل هياكل الحركة ومؤسساتها ولوائحها التنظيمية تحقق أعلى درجات المردودية في تنزيل اختيارات الحركة وبرامجها.
وتقوم هيكلة الحركة على فلسفة التخصص الوظيفي، التي تجعل التنظيم العام للحركة يركز على ثلاثة وظائف أساسية هي الدعوة والتربية والتكوين، مع توجيه الأعضاء والمتعاطفين للإسهام في مجالات الإصلاح المختلفة عبر المشاركة الفاعلة والإيجابية في عدد من الهيئات التخصصية العامة، في إطار قواعد التكامل والتعاون الاستراتيجي والاحترام المتبادل لاستقلالية القرار والمؤسسات.
وأبرز هيئات الحركة تتمثل في

### الجمع العام الوطني
ينعقد بصفة عادية كل أربع سنوات وينتخب رئيس الحركة وباقي أعضاء الهيئة المسيرة ويقوم أعمال الحركة في المرحلة المنتهية، كما يحدد توجهات وأولويات الحركة في المرحلة المقبلة، ويعد الجمع العام الوطني أعلى هيئة تقريرية.

### مجلس الشورى
يعد مجلس الشورى ثاني هيئة تقوم مقام الجمع العام، ويجتمع سنويا لمتابعة عمل الحركة وأداء المكتب التنفيذي والمصادقة على البرامج السنوية.

### المكتب التنفيذي
يمثل المكتب التنفيذي قيادة الحركة التي تضمن تنزيل مخططاتها وفق الأولويات المحددة، وتمثيل الحركة لدى مختلف الجهات، وتحقيق التفاعل الإيجابي مع المستجدات، فضلا عن متابعة عمل الهيئات الأخرى للحركة.

### المكاتب التنفيذية الجهوية
شهدت الحركة منذ سنة 2006 تحولا على مستوى الهيكلة التنظيمية تجلى بالأساس في تدعيم اللامركزية من خلال إحداث مكاتب تنفيذية جهوية فُوّضت لها عدد من الصلاحيات التقريرية والتوجيهية، مع تطوير للعلاقة مع القيادة المركزية من خلال العمل بنظام التعاقد الذي تلتزم في إطاره الجهات بإنجاز برامج وأعمال انطلاقا من المخطط الاستراتيجي المعتمد.

### أعضاء المكتب التنفيذي
بتاريخ 13 أكتوبر2014 كان يتكون المكتب التنفيذي من:
المهندس عبد الرحيم شيخي (الرئيس)
، والدكتور مولاي عمر بن حماد (نائب الرئيس)
، والأستاذ مولاي أحمد صابر
، والأستاذ سالم بايشا
، والأستاذ خالد الحرشي
، والدكتور محمد الراهمي
، والدكتور صالح النشاط
، والأستاذ محمد عليلو
، والأستاذ عبد الرحيم الغاتي
، والدكتور أوس الرمال
، والأستاذ عبد الجليل الجاسني
، والأستاذة فاطمة نجار
، والأستاذة عزيزة البقالي القاسمي
، والأستاذ محمد يتيم
، والأستاذ عبد الله بها
، والدكتور أحمد الريسوني
، والمهندس محمد الحمداوي
، والأستاذ محمد الهلالي.

## المنابر الإعلامية

### جريدة التجديد
جريدة يومية جامعة، تعتبر امتداداً إعلامياً لجرائد «الإصلاح» و«الراية» و«الصحوة»، بدأت إصدارها اليومي في شهر نونبر 2001، واتخذت شعارا لها «تميز دون تحيز».

### مجلة الفرقان
مجلة ثقافية فكرية تصدر منذ سنة 1984، ومن أهدافها إعادة الاعتبار للمسألة الثقافية وتنمية ثقافة الحوار.

### موقع حركة التوحيد والإصلاح
أطلق الموقع لتدعيم وتفعيل التواصل الداخلي والخارجي، إضافة إلى توفير حد أدنى من التعريف بالحركة ووثائقها وأعمالها.

### موقع رياض الدعاة
رياض الدعاة ملتقى للدعاة من رجال ونساء، وشباب وشابات، يجدون فيه عددا من المواد الدعوية المنتقاة، وفضاء للتعارف والتواصل.

## وصلات خارجية
- الموقع الرسمي
- المغرب: انتخاب محمد الحمداوي رئيسا لحركة «التوحيد والإصلاح» الأصولية خلفا للريسوني، الشرق الأوسط، 21 أكتوبر 2010
- الأحزاب المغربية والوضع السياسي على يوتيوب، مولاي عمر بن حماد (نائب رئيس الحركة)، برنامج مباشر مع، قناة الجزيرة مباشر، 8 فبراير 2010
- الأحزاب الإسلامية في المغرب على يوتيوب، مولاي عمر بن حماد (نائب رئيس الحركة)، برنامج مباشر مع، قناة الجزيرة مباشر، 20 يوليو 2010